# Franz von Weyrother
Franz von Weyrother (n. 1755, Viena – d. 16 februarie 1806, Viena) a fost un general austriac care a luptat în timpul războaielor revoluționare franceze și războaielor napoleoniene.

## Carieră
Franz von Weyrother s-a născut la Viena, fiind fiul generalului de cavalerie Adam von Weyrother. După terminarea studiilor la Academia de inginerie militară, el a intrat în regimentul de infanterie Franz Moritz von Lacy 22 în calitate de cadet (1775). A fost promovat la gradul de locotenent doi ani mai târziu. În august 1778 el a fost numit adjutant al Wenzel Colloredo, o poziție pe care a deținut-o până în 1783.
Weyrother a participat la războiul dintre Turcia și Austria (1787-1791). În 1794 el a fost numit general adjutant de guvernator al cetății din Mainz. Promovat la gradul de maior în 1795, a fost rănit la Weisenau. După ce s-a vindecat a fost trimis să facă parte din armata Rinului, sub comanda arhiducelui Carol, duce de Teschen. În 1795 el a fost onorat cu rangul de cavaler al Ordinului Militar Maria Theresia.